# Сольская, Ирена
Ире́на Со́льская (настоящее имя и фамилия Кароли́на Фло́ра По́свик) (пол. Irena Solska, 27 октября 1877, Варшава, Российская империя — 8 марта 1958, Сколимув (ныне Констанцин-Езёрна, Польша)) — польская актриса театра и кино, театральный режиссёр, жена актёра, режиссёра и театрального деятеля Людвика Сольского.

## Биография
Актёрскую деятельность начала в 1896 году в Лодзи. Вскоре после дебюта была приглашена режиссёром Тадеушем Павликовским в Городском театре Кракова. С 1896 по 1919 год с успехом выступала на театральных сценах Кракова, Львова и Варшавы.
В 1928 году снялась в фильме «Комендант».
В 1932—1933 годах руководила собственным театром им. Жеромского в Варшаве. В 1948—1949 годах была актрисой Нового театра (Teatr Nowy) в Легнице. С 1934 года играла в лучших театрах Львова и Варшавы.
Автор «Мемуаров» (1978) и книги «Письма Ирены Сольской» (1984).

## Награды
Награждена Командорским, офицерским и кавалерским крестами Ордена Возрождения Польши.
За достижения в распространении популярности польской драматической литературы в 1936 г. была удостоена высшей награды Польской Академии Литературы —«Золотые академические лавры».

## Память
Похоронена на Аллее знаменитых поляков кладбища Старые Повонзки в Варшаве.
Портреты популярной артистки писали знаменитые польские художники Л. Вычулковский, С. Выспяньский, С. Виткевич, Я. Мальчевский и др.